# Щербак Олександр Михайлович (партизан)
Олександр Михайлович Щербак (1915—1942) — учасник Німецько-радянської війни, Герой Радянського Союзу. Учасник підпільної і партизанської боротьби на Харківщині, секретар Харківського підпільного обкому ЛКСМУ.

## Біографія
Народився 22 лютого 1915 року в селі Пушкарне, зараз Грабовське Краснопільського району Сумської області, у селянській родині. Українець.
Закінчив Славгородську семирічну школу, потім навчався у сільськогосподарській школі в селі Рясне. У 1931 році переїхав до Харкова, де закінчив партійну школу. В 1937—1939 роках обирався секретарем Старосалтівського райкому комсомолу. До війни працював завідувачем парткабинетом райкому партії в Старому Салтові Харківської області. Член ВКП(б) з 1940 року.
Коли почалася Німецько-радянська війна, Харківський обком партії призначив Олександра Щербака політруком партизанського загону, який вів бої з гітлерівцями в лісах Старосалтівського району. 1 січня 1942 року партизанський загін під командуванням Олександра Щербака вступив у бій з каральним загоном гітлерівців. В цьому бою Щербак був поранений. Партизани, переслідувані ворогом, перейшли лінію фронту і з'єдналися з частинами Червоної Армії. Олександр Щербак був відправлений до шпиталю. 7 липня 1942 року його евакуювали з Лозно-Олександрівки до Сталінграду, а потім в міста Енгельс і Саратов, де він завідував партійними кабінетом парткому заводу.
У серпні 1942 року Олександра Щербака направили до Москви на спеціальні курси. У вересні 1942 року ЦК ЛКСМУ затвердив його секретарем Харківського обкому комсомолу, зв'язковою була призначена Надія Волкова. У перших числах жовтня 1942 року склад другого Харківського підпільного обкому комсомолу був прикомандирований до партизанського загону. Вони зустрілися на підмосковному аеродромі і всі разом літаком були переправлені в тил ворога. Приземлилися, як і було заплановано, у Вовчанському лісі. При приземленні Олександр Щербак зламав ногу. Члени Харківського підпільного обкому комсомолу після приземлення приступили до виконання своїх обов'язків, а Щербак залишився у партизанському загоні.
27 листопада 1942 року каральні війська ворога оточили партизанів у Старицькому лісі, почався бій. Олександр Михайлович Щербак бився до останньої хвилини свого життя, прикриваючи відхід загону, але був у цьому бою вбито. Разом з ним загинула Надія Волкова.
Похований у місті Вовчанську Харківської області.

## Нагороди
Указом Президії Верховної Ради СРСР від 8 травня 1965 року за особливі заслуги, мужність і героїзм, проявлені в боротьбі проти німецько-фашистських загарбників у період Великої Вітчизняної війни секретарю Харківського підпільного обкому ЛКСМУ Олександру Михайловичу Щербаку посмертно присвоєно звання Героя Радянського Союзу. Також нагороджений орденом Леніна.

## Пам'ять
У Вовчанську на могилі Щербака та Волкової встановлено пам'ятник. Експозиція Харківського історичного музею широко висвітлює бойові дії молодих патріотів в тилу ворога.
Школярі Славгородської школи, де він навчався, створили куточок бойової слави, що розповідає про комсомольському ватажка Олександра Щербака.
Ім'ям Олександра Щербака названа Старосалтівська середня школа.